# Finding Beauty in Negative Spaces
Albums de Seether
One Cold Night
(2006) ITunes Originals (compilation)
(2008)
Singles
1. Fake It
Sortie : 28 août 2007
2. Rise Above This
Sortie : 19 février 2008
3. Breakdown
Sortie : 9 août 2008
4. Careless Whisper
Sortie : février 2009

Finding Beauty in Negative Spaces est le quatrième album studio du groupe sud-africain de metal alternatif Seether, publié le 23 octobre 2007 sur le label Wind-up Records.

## Liste des chansons
| No  | Titre                                           | Durée |
| --- | ----------------------------------------------- | ----- |
| 1.  | Like Suicide                                    | 4:14  |
| 2.  | Fake It                                         | 3:13  |
| 3.  | Breakdown                                       | 3:29  |
| 4.  | FMLYHM                                          | 3:28  |
| 5.  | Fallen                                          | 4:18  |
| 6.  | Rise Above This                                 | 3:23  |
| 7.  | No Jesus Christ                                 | 7:05  |
| 8.  | Six Gun Quota                                   | 3:23  |
| 9.  | Walk Away from the Sun                          | 4:13  |
| 10. | Eyes of the Devil                               | 5:00  |
| 11. | Don't Believe                                   | 4:34  |
| 12. | Waste                                           | 4:26  |
| 13. | Careless Whisper                                | 5:01  |
| 14. | Careless Whisper (Version instruments à cordes) |       |